# Xinques
Els xinques o xinkes són uns poble indígena no maia de Mesoamèrica, amb comunitats a la part meridional de Guatemala, prop de la seva frontera amb El Salvador, i a la regió muntanyosa del nord.
El seu llenguatge (el xinca) és generalment classificat com llengua aïllada sense afiliacions demostrades amb altres famílies lingüístiques, encara que té un gran nombre de paraules prestades de les llengües maies.
Els xinka (també pronunciat szinca o xinca) podien haver estat els primers habitants del sud-est de Guatemala, anterior a l'arribada dels maies i else pipils. Els propis xinka pronuncien llur nom amb una 'k' més que amb una 'c'.

## Població
En el Cens Nacional de 2002 un total de 16.000 persones es van identificar com a xinka. Avui, després d'un moviment renovador encapçalat per les dues principals organitzacions polítiques xinka a Guatemala, un total de 200.000 persones es troba a nou comunitats que es reclamen com a xinka.

## Història
Abans de l'arribada dels espanyols al segle xvi la part oriental de la planura del Pacífic guatemalenc va ser ocupada pels pipils i xinques. El principal territori xinca es trobava a l'est de la principal població pipil en l'actual Departament de Santa Rosa; també hi havia xinques a Jutiapa.
A Guazacapán, actualment un municipi a Santa Rosa, Pedro de Alvarado va descriure la seva trobada amb persones que no eren ni maies ni pipils, que parlaven un idioma diferent del tot; aquests individus eren probablement xinca. En aquest punt la força d'Alvarado consistia en 250 infants espanyols acompanyats de 6.000 aliats indígenes, majoritàriament kaqtxikels i cholutec. Alvarado i el seu exèrcit els derrotaren i ocuparen la principal ciutat xinca, anomenada Atiquipaque, que es considerava dins a l'àrea de Taxisco. Els guerrers defensors van ser descrits per Alvarado com a ferotges lluitadors cos a cos usant llances, estaques i fletxes enverinades. La batalla va tenir lloc el 26 de maig de 1524 i va provocar una reducció significativa de la població xinca.
Després de la conquesta de la planura del Pacífic, els habitants van rendir homenatge als espanyols en forma de productes de valor com ara cacau, cotó, sal i vainilla, amb èmfasi en el cacau.
La major part del poble es van veure forçat a l'esclavitud i obligat a participar en la conquesta de l'actual El Salvador. És a partir d'això que els noms de la ciutat, riu i el pont "Los Esclavos" (Els esclaus) són derivats a l'àrea de Cuilapa, Santa Rosa.
Després de 1575 s'accelerà el procés d'extinció cultural xinca degut principalment a llur exportació a altres regions. També hi va contribuir a una disminució en el nombre de parlants xinka. Una de les referències més antigues relatives a aquest llenguatge va ser presentat per l'arquebisbe Pedro Cortés y Larraz durant una visita a la diòcesi de Taxisco en 1769.

### Desenvolupament polític modern
L'Acord sobre Identitat i Drets dels Pobles Indígenes es va signar a Guatemala el 1995. Rteconeix el caràcter multiètnic de la nació i específicament defineix els xinca com un dels grups que contribueixen a la composició ètnica de la república. Un cop que els xinca havien estat reconeguts oficialment van començar a incorporar-se a l'escena política, unint-se a organitzacions indígenes com la Comisión Nacional Permanente de Tierras (CNP), part de la Coordinación de Organizaciones del Pueblo Maya de Guatemala (COPMAGUA).
La primera organització política pan-xinca fou creada a Chiquimulilla, departament de Santa Rosa, en 1994. Fou anomenada Consejo del Pueblo Xinka de Guatemala o COPXIG. El COPXIG va ser fonamental durant l'última part de les negociacions dels Acords de Pau de Guatemala, específicament durant la negociació de l'Acord sobre els Drets Indígenes i Identitats que finalment va ser signat a la Ciutat de Mèxic el 1995.
El 2002 es va formar una nova organització política sota el nom de Consenso por la Unidad del Pueblo Xinka de Guatemala o CONXIG. El CONXIG fou organitzat per nou comunitats xinca als departaments de Santa Rosa i Jutiapa, així com pel COPXIG. Amb el suport de l'Agència Internacional Noruega per al Desenvolupament (NORAD) i la Missió de Verificació de les Nacions Unides per a Guatemala (MINUGUA), el CONXIG es va transformar en el primer parlament indígena al país, sota el nom de Parlamento del Pueblo Xinka de Guatemala o PAPXIGUA.